# にじさんじのくじじゅうじ
『にじさんじのくじじゅうじ』は、インターネットテレビ局AbemaTVのウルトラゲームスで2018年10月17日から2019年3月27日まで配信されていたバラエティ番組。バーチャルライバーグループ「にじさんじ」の初レギュラー番組。略称は「にじくじ」。Twitterのハッシュタグは「#にじくじ24910」が推奨されている。制作プロダクションは共同テレビジョン（共テレ）。
技術提供は株式会社キッズプレート。

## 概要
にじさんじに所属するバーチャルライバーの7人（月ノ美兎、樋口楓、静凛、物述有栖、える、剣持刀也、家長むぎ）が番組発のユニット「Abema7」として毎週3Dモデルで配信を行い、3Dプラットフォームサービス「バーチャルキャスト」を活用したゲーム対決や外ロケ、バーチャルチャレンジ企画を行う番組。MCはタイムマシーン3号（山本浩司、関太）がVカツで制作した3Dモデルで務め、また関はバ美肉を行い「天川さくら」として出演する。
なお外ロケ企画は全編ライバー自身によるリポートという体裁を取っているが、実際には番組ADが黒子としてライバーの2Dアバターを映したカメラつきタブレットを保持し、このカメラを通してライバーが実況リポートを行う傍ら、ADは常に無口・無表情を維持し、カメラやインタビュー対象から目線を外しあらぬ方向を見つめ続けるという光景が繰り広げられた。結果、当該ADは「虚無おじ」の通称で番組の名物的存在となり、視聴者および出演者に親しまれた。また正月特番やシーズン2では同じくタブレットの保持役となった女子アナが、2022年の復活版ではMCの山本がロケにてこれに倣っている。
2019年1月23日にシーズン1最終回を迎え、2月6日より「にじさんじのくじじゅうじ – Season2」を開始。AbemaTV放送枠のウルトラゲームスチャンネルの終了に伴い、2019年3月で番組も終了となった。
2020年4月10日より、本番組と同じく共テレ制作のゲームバラエティ番組『ヤシロ&ササキのレバガチャダイパン』がYouTubeにじさんじ公式チャンネルにて配信開始。番組スタッフも本番組とほぼ同じ陣容で、「虚無おじ」こと三谷正明がディレクターを担当している。
にじさんじ4周年記念企画として、「にじさんじの日」である2022年2月3日に「にじさんじのくじじゅうじ」が一夜限りの復活。先述の通りレギュラー配信当時のチャンネルが終了している影響で、にじさんじ公式YouTubeチャンネルにてプレミア公開という形式となった。

## コーナー
フォーカスにじさんじ!

ゲームでワイワイ!にじさんじ!

ミッションにじさんじ!

有栖のお茶会 in 巣鴨

劇団にじさんじ!

カワイイにじさんじ!

## 放送リスト
| 回              | 放送日          | サブタイトル                                                        | コーナー | 今日のカラオケ当番                                              | 副音声                                                     | エンドカード   |
| シーズン1       | シーズン1       | シーズン1                                                           | シーズン1 | シーズン1                                                       | シーズン1                                                  | シーズン1      |
| --------------- | --------------- | ------------------------------------------------------------------- | --- | --------------------------------------------------------------- | ---------------------------------------------------------- | -------------- |
| #01             | 2018年 10月17日 | 伝説のはじまり                                                      | フォーカスにじさんじ!：物述有栖「谷中銀座ロケ」 ゲームでワイワイ!にじさんじ!：英語を言っちゃダメよ「みんなのGOLF」! | -                                                               | シスター・クレア、緑仙、鷹宮リオン、ベルモンド・バンデラス |                |
| #02             | 10月24日        | 【鬼畜】静凛先輩の手作りマリオメーカーに挑戦【キミも遊べる】        | フォーカスにじさんじ!：静凛「しずりんからの挑戦状!」 ミッションにじさんじ!："バーチャル対応力" いきなり謝罪会見! | える「残酷な天使のテーゼ」                                      | ドーラ、八朔ゆず、でびでび・でびる、飛鳥ひな               |                |
| #03             | 10月30日        | 【ラップ】その剣持刀也の鋭いリリックが、芸人の心を抉った            | フォーカスにじさんじ!：剣持刀也「剣持刀也のラップしようや ～VS Real ラップバトル～」 ゲームでワイワイ!にじさんじ!：「ぷよぷよeスポーツ」対決 有栖のお茶会 in 巣鴨 ミッションにじさんじ!：みんなで合わせましょう!! "バーチャル・チームワーク"                                                | 樋口楓「GO!!!」                                                 | 森中花咲、ギルザレンIII世、海夜叉神、桜凛月                |                |
| #04             | 11月7日         | 【爆音注意】"にじくじの妹"むぎむぎの鼓膜破壊ゲーム実況              | フォーカスにじさんじ!：家長むぎ「クイズ!むぎむぎスクリーム!」 ゲームでワイワイ!にじさんじ!：ガチンコ!ロックマン11 劇団にじさんじ!：女子バスケ部の友情物語、にじさんじ殺人事件 | 静凛「そばかす」                                                | -                                                          |                |
| #05             | 11月14日        | 月ノ美兎「水戸納豆のCMを作りたい」プロジェクト！その１              | フォーカスにじさんじ!：月ノ美兎「水戸納豆CMプロジェクト」 ゲームでワイワイ!にじさんじ!：爆発寸前!爆露ボンバーマン! ミッションにじさんじ!：バーチャル伝達力を養え! バーチャルジェスチャー伝言                                                                                                | 剣持刀也「The Beginning」                                       | 卯月コウ、轟京子、舞元啓介                                 |                |
| #06             | 11月21日        | 【平成の錬金術師】樋口楓の「ケンタウロス」にスタジオ阿鼻叫喚        | フォーカスにじさんじ!：樋口楓「クイズ！楓画伯」 ゲームでワイワイ!にじさんじ!：「FIRE PRO WRESTLING WORLD」バーチャルライバータッグマッチ! カワイイにじさんじ!：カワイイ大喜利 | 物述有栖「ラムのラブソング」                                    | -                                                          |                |
| #07             | 11月28日        | エルフが秋葉原に行く                                                | フォーカスにじさんじ!：える「メイド喫茶の魅力に迫る!」 ゲームでワイワイ!にじさんじ!：「ファミリーコンピュータ Nintendo Switch Online」天川さくらプレゼンツ 第1回レトロ-1グランプリ!! 有栖のお茶会 in 巣鴨：最高に難しい時期のシャイボーイ編 トレーニングにじさんじ!：通販番組・インタビュー | 月ノ美兎「きゅんっ!ヴァンパイアガール」                         | -                                                          |                |
| #08             | 12月5日         | 水戸納豆のCMを作りたい！プロジェクト完結編                          | ゲームでワイワイ!にじさんじ!：「大乱闘スマッシュブラザーズ for Wii U」第1回スマブラバーチャル武道会 | 天川さくら「冬がはじまるよ」                                    | 出雲霞、卯月コウ、鈴木勝                                   |                |
| #09             | 12月12日        | スマブラSPバーチャル武道会開催！                                    | ゲームでワイワイ!にじさんじ!：「大乱闘スマッシュブラザーズ SPECIAL」第2回スマブラバーチャル武道会 ミッションにじさんじ!：ライバーの名にかけろ! 真実はいつも1つ! | -                                                               | -                                                          |                |
| #10             | 12月19日        | クリスマスSP回！にじくじ7の理想のクリスマスプレゼントの渡し方       | | 家長むぎ 「恋」                                                 |                                                            |                |
| 特番            | 2019年 1月3日   | 【お正月特別編】にじくじ新春３時間SP2019 にじさんじのしちじじゅうじ | |                                                                 |                                                            |                |
| #11             | 1月9日          | お正月振り返り＆桃鉄対決しずりんvs楓vs有栖vsむぎ                    | |                                                                 |                                                            | Ixy            |
| #12             | 1月16日         | 『もしも天川さくらに鼻毛が出ていたら？』                            | |                                                                 |                                                            | あらゐけいいち |
| #13             | 1月23日         | シーズン１ 最終回                                                   | |                                                                 |                                                            | 大川ぶくぶ     |
| シーズン2       |                 |                                                                     | |                                                                 |                                                            |                |
| #1              | 2月6日          | 中学3年生家長むぎ、西麻布・赤羽で色んな大人と出会う                 | 白熱にじさんじ！ | 静凛＆樋口楓 「じゃじゃ馬にさせないで」                         |                                                            | 畑健二郎       |
| #2              | 2月13日         | 樋口楓の友チョコ大作戦！                                            | | 月ノ美兎＆むぎ 「恋愛サーキュレーション」                       |                                                            | 大沖           |
| #3              | 2月20日         | Vtuber静凛が羊に囲まれ                                              | | 物述有栖＆える 「ムーンライト伝説」                             |                                                            | 氷川へきる     |
| #4              | 3月6日          | 月ノ美兎、ピッチャーのコスプレを披露                                | | 剣持刀也＆天川さくら 「3年目の浮気」                            |                                                            | なもり         |
| #5              | 3月13日         | 月ノ美兎、バッティングセンターのピッチャーに                        | | タイムマシーン・山本 「高嶺の花子さん」                         |                                                            | 西又葵         |
| #6              | 3月20日         | バーチャルライバー月ノ美兎、静凛、樋口楓、女子校に行く              | | JK組（月ノ美兎、静凛、樋口楓） 「ハレ晴れユカイ」               |                                                            | ぐれーともす   |
| #7              | 3月27日         | 最終回 にじくじ、そして伝説へ・・・                                 | | にじくじ7 「にんげんっていいな〈セレナヴァージョン〉 ガガガDX」 |                                                            | ヤス           |
| 一夜限りの復活! |                 |                                                                     | |                                                                 |                                                            |                |
| SP              | 2022年 2月3日   | 一夜限りの復活SP!                                                   | いきなり謝罪会見 対決!にじさんじ! 飛び出せ!にじさんじ! タレコミにじさんじ! | -                                                               | -                                                          | -              |